# Lawrence Gordon
Lawrence Gordon, även kallad Lawrence A. Gordon, född 25 mars 1936 i Yazoo City i Mississippi, är en amerikansk filmproducent. Han har även regisserat Döden har dåligt rykte (1990).

## Filmografi (urval)
- 1975 – Streetfighter
- 1978 – Driver
- 1978 – Slutet
- 1979 – The Warriors - krigarna
- 1980 – Xanadu
- 1981 – Pappa till varje pris
- 1982 – 48 timmar
- 1982 – Jekyll & Hyde
- 1984 – Streets of Fire
- 1985 – Brewsters miljoner
- 1986 – Jumpin' Jack Flash
- 1987 – Rovdjuret
- 1987 – Titta, vi rymmer!
- 1988 – Die Hard
- 1989 – Family Business
- 1989 – Drömmarnas fält
- 1989 – En snut på hugget
- 1989 – Lock Up
- 1990 – 48 timmar igen
- 1990 – Die Hard 2
- 1990 – Rovdjuret 2
- 1991 – Rocketeer
- 1995 – Waterworld
- 1997 – En fiende ibland oss
- 1997 – Event Horizon
- 1997 – Boogie Nights
- 1999 – Mystery Men
- 2001 – K-PAX
- 2001 – Lara Croft: Tomb Raider
- 2003 – Lara Croft Tomb Raider: The Cradle of Life
- 2004 – Hellboy
- 2008 – Hellboy II: The Golden Army
- 2009 – Watchmen